# 年代学

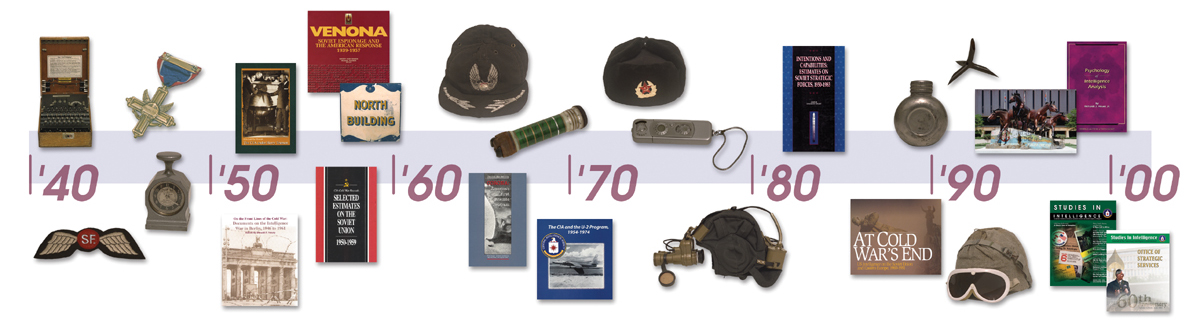
特工图像年表（美国中情局）

年代学（英語：Chronology）是确定历史事件发生时间的科学。根据发生时间顺序从最早到最近或者相反的顺序排列一系列事件的列表叫做年表（或者历史年表），而这种记录历史的体裁叫做编年体。年代学不同于时间测定学（英語：Chronometry），后者是物理学和工程学的一支，而前者则隶属于历史学。
年代学最基础的概念是纪年和历法，其中纪年是对时间连续性的记录，而历法是对时间周期性的划分。古代中国使用帝王纪年和年号纪年，以及中国传统历法，例如清光绪二十六年（年号纪年，1900年）三月五日（农历），近代中国开始使用公历（同时是纪年和历法，中华民国使用民国纪年）。这两个概念可以看作是年代学研究的基础和标准。

## 年代测定方法

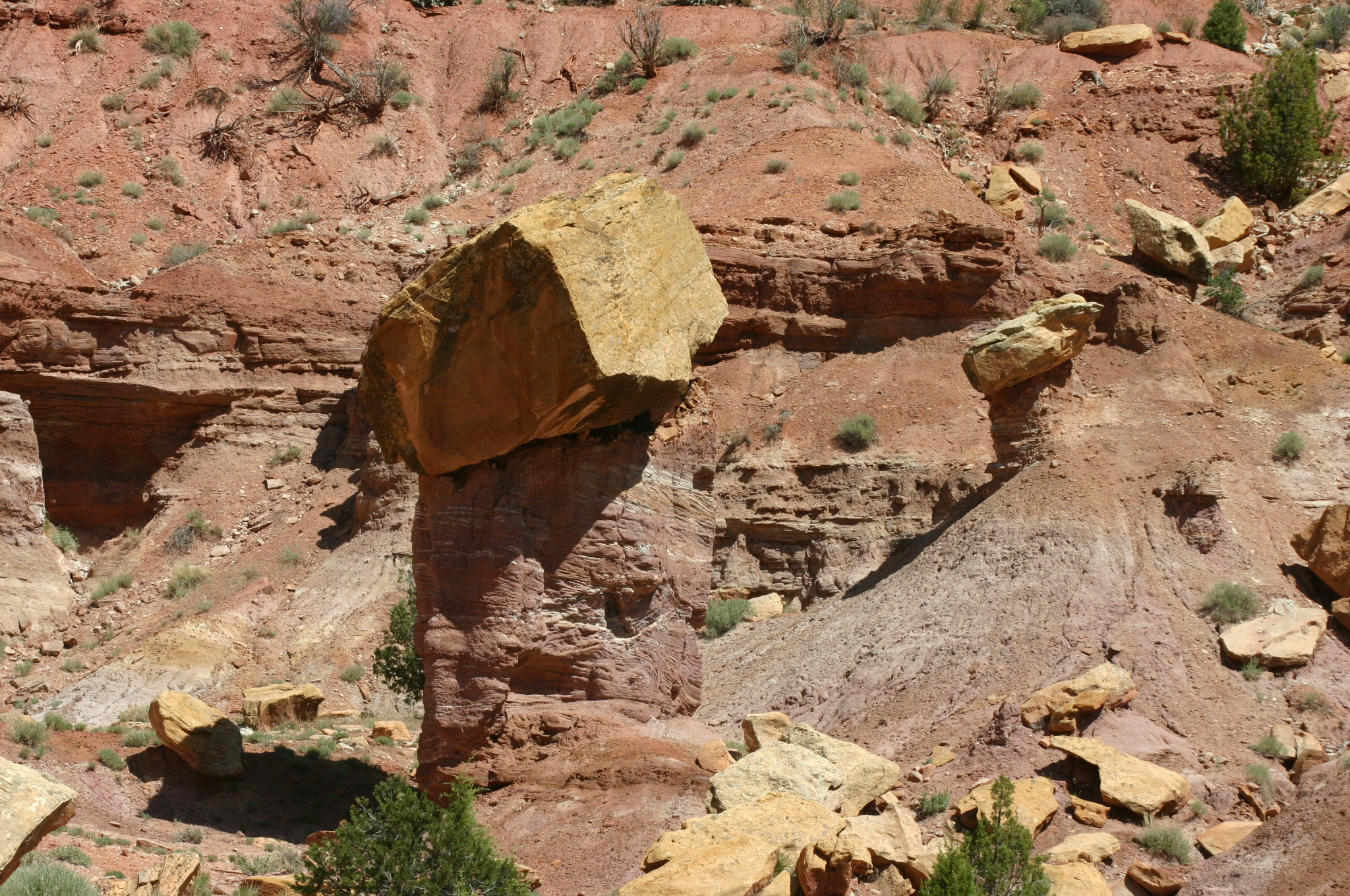
山上的降石保護了石頭底下的土壤免受侵蝕，因此從石頭底下的石柱高度可以估算出降石的年代，這是一種相對年代測定的例子

确定事物的时间通常可以使用相对年代测定和绝对年代测定两种方法，前者通过比较相关事物确定时间，比如年代地层学，后者通过事物本身的特性确定时间，比如碳定年法（碳14检测）等。近年来，年代学研究方法发展十分迅速，特别是贝叶斯分析被经常性的使用，比如在碳定年法中使用。一般来说1960年代之前的年代学测定结果的精确性在今天被置疑，而近期做出的年代学测定一般会更准确，从而对爱好者和记者等更有吸引力。
中国自古以来就有年代学的史书（编年体），例如《春秋》、《竹書紀年》、《資治通鑑》等，但《史记》等“二十四史”则不是以编年体而是以纪传体形式记述的。日本的正史六國史则全部是以编年体形式记录的。
其他人们所熟知的年代学概念包括诸如闰年、闰月、闰日、闰秒、儒略历、格里历、伊斯兰历、日本历法、希伯来曆、天乾地支等等。